# Werdenfelser Kaserne
Die Werdenfelser Kaserne (1939–1964 Panzerjägerkaserne) ist eine Kaserne der Bundeswehr in Murnau am Staffelsee in Bayern, in der das Informationstechnikbataillon 293 stationiert ist. Sie wurde 1939 errichtet und erhielt im Jahr 1964 ihren heutigen Namen.

## Militärische Anlagen
Im Standortbereich Murnau befinden sich – neben der Werdenfelser Kaserne – noch weitere militärische Anlagen wie der Standortübungsplatz Spatzenhausen und die Standortschießanlage Lothdorf.

## Geschichte
Die erste Bewerbung Murnaus als Standort für eine Kaserne erfolgte noch zur Zeit der Reichswehr, im Jahre 1928. Dieser Wunsch ging dann einige Jahre später – bei der Aufrüstung der Wehrmacht – in Erfüllung. Zwischen 1936 und 1939 wurden an der Straße nach Weilheim – nördlich des Ortskerns – zwei Kasernen für die Gebirgstruppe erbaut. Beide wurden vom Baubüro der Wehrmacht unter der Leitung des Architekten Sep Ruf aus München errichtet.

Das Richtfest der Panzerjägerkaserne wurde am 28. Februar 1939 gefeiert. Diese Kaserne – heute Werdenfelser Kaserne – war für die Unterbringung der Gebirgspanzerjägerabteilung 44 der 1. Gebirgsdivision vorgesehen, aber dazu kam es nicht mehr, da die Abteilung unter Major Rudolf Lang im September 1939 am Überfall auf Polen teilnahm, ohne dass einer der Soldaten die Panzerjägerkaserne je gesehen hatte. Stattdessen wurde die Kaserne bis zum Kriegsende als Kriegsgefangenenlager (Oflag VII A) für polnische Offiziere genutzt. Die Bewachung des Gefangenenlagers übernahm ein Landesschützenbataillon, das in der benachbarten Kemmel-Kaserne untergebracht war. 

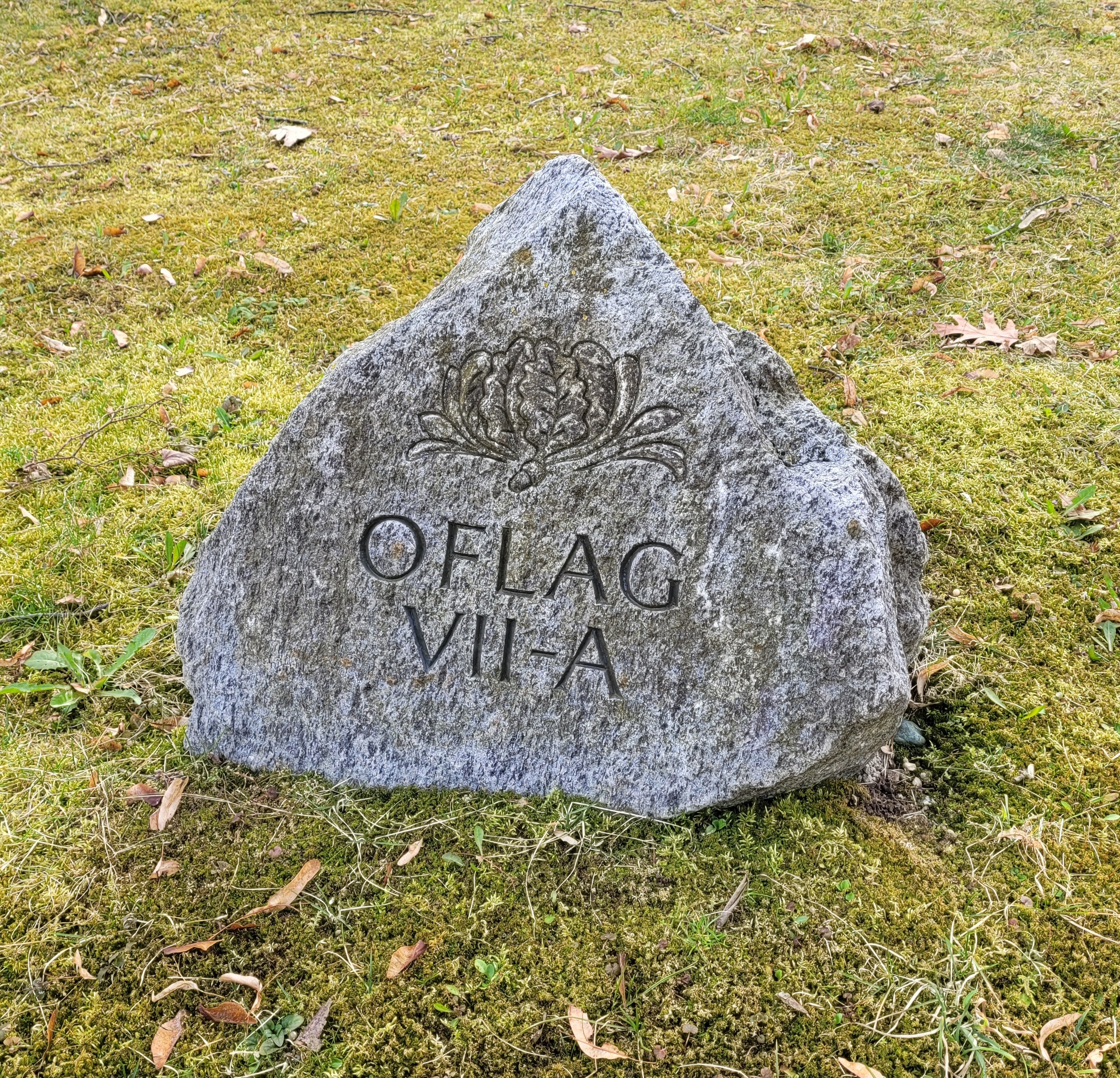
Gedenkstein für das Oflag VII A, in der Werdenfelser Kaserne

Das Kriegsgefangenenlager Murnau wurde am 29. April 1945 von Soldaten der U.S. Army befreit. Nach der Auflösung des Lagers brachte die IRO von 1946 bis 1955 Nationaltschechen – die nicht in ihre Heimat zurückkehren wollten – in der Panzerjägerkaserne unter.
Im Anschluss war in der Kaserne der so genannte „Labor Service“ untergebracht, eine aus deutschen und amerikanischen Freiwilligen bestehende Arbeitsgemeinschaft der U.S. Army (siehe Alliierte Dienstgruppen).
Mit der Aufstellung der Bundeswehr zog im Jahr 1956 die Standortverwaltung Murnau in die Panzerjägerkaserne ein. Im Zuge der weiteren Aufstellung der Bundeswehr waren ab Herbst 1956 diverse Truppenteile der 4. Jägerdivision und ab 1958 auch Teile der 1. Gebirgsdivision temporär in der Kaserne einquartiert. Diese verlegten anschließend an andere Standorte.
Im Jahr 1964 wurde die „Panzerjägerkaserne“ in „Werdenfelser Kaserne“ umbenannt.
Ab 1966 beherbergte die Kaserne das Gebirgsfernmeldebataillon 8 und die Fernmeldeausbildungskompanie 1/8.
1981 wurde das Gebirgsfernmeldebataillon 8 und die Fernmeldeausbildungskompanie 1/8 von der Werdenfelser Kaserne in die benachbarte Kemmel-Kaserne verlegt, während in die Werdenfelser Kaserne die Panzergrenadierbrigade 22 mit dem Panzergrenadierbataillon 222 und 221 einzog.
Nach Ende des Kalten Krieges und der Wiedervereinigung Deutschlands wurde begonnen die Truppenstärke der Bundeswehr zu reduzieren. In diesem Zuge wurde auch die Panzergrenadierbrigade 22 – mit den Bataillonen 222 und 221 – bis 1993 aufgelöst. 

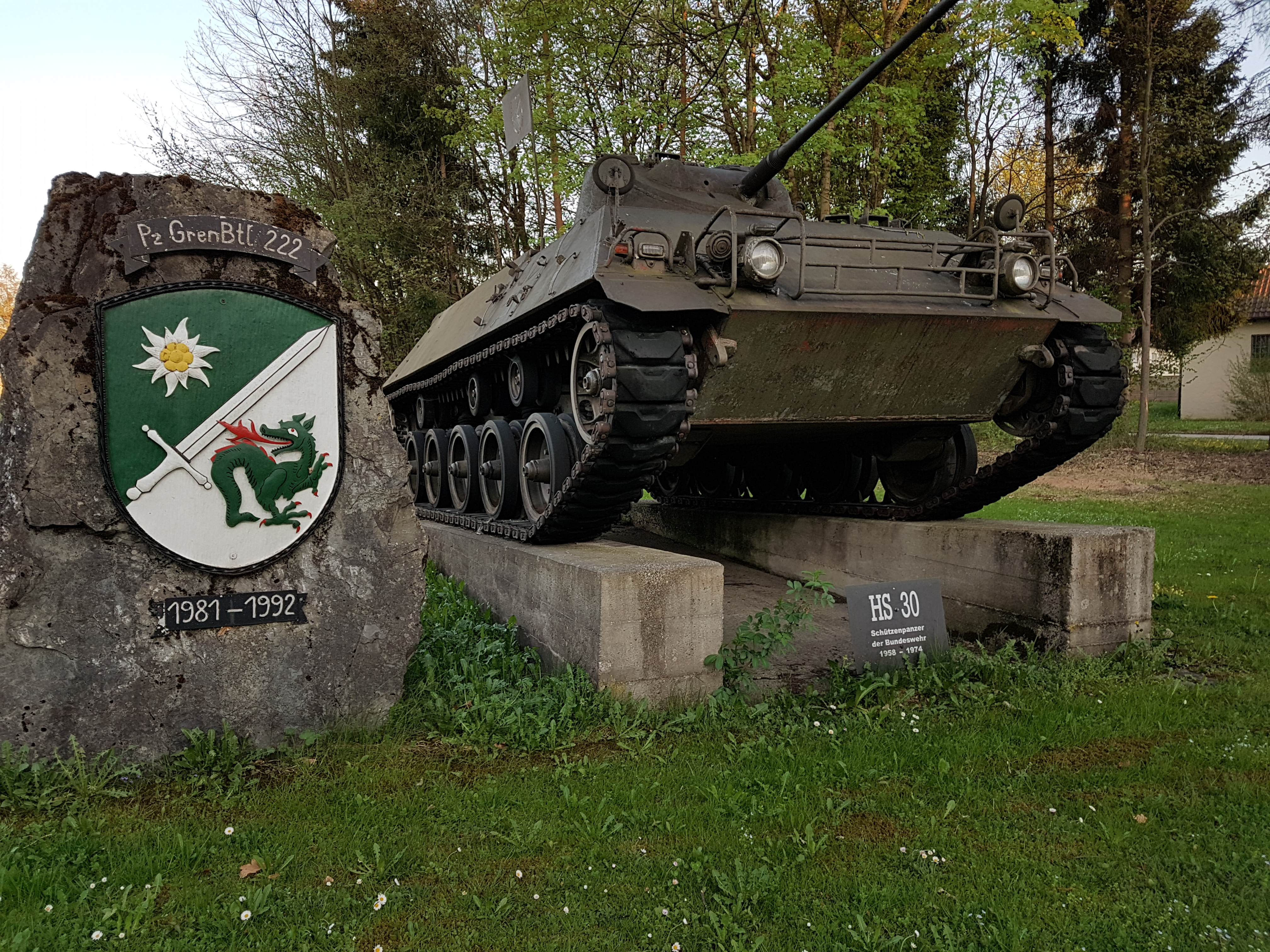
Erinnerungsstein und Sockelpanzer HS 30 für das Panzergrenadierbataillon 222, in der Werdenfelser Kaserne

Zum 1. April 1994 zog das Gebirgsfernmeldebataillon 8 wieder in die – nun freigewordene – Werdenfelser Kaserne zurück. Das Bataillon wurde im selben Jahr in Gebirgsstabs- und Fernmeldelehrbataillon 8 umbenannt und die selbstständige Fernmeldeausbildungskompanie 1/8 aufgelöst.
Auch die 5./Feldjägerbataillon 760 und das Kraftfahrausbildungszentrum Murnau zogen in dieser Zeit von der Kemmel-Kaserne in die Werdenfelser Kaserne um.
Ab 1995 war die Werdenfelser Kaserne die einzige Kaserne in Murnau, da die Kemmel-Kaserne aufgeben und der zivilen Nutzung überlassen wurde.
Im Jahr 2001 erfolgt der Auflösungsbeschluss für die Werdenfelser Kaserne. Der Standort Murnau sollte bis zum 30. September 2004 aufgelöst werden.
Die 5./Feldjägerbataillon 760 wird zum 1. Oktober 2002 in 5./Feldjägerbataillon 451 umbenannt.
2004 wird der Auflösungsbeschluss ausgesetzt und der Standort Murnau – mit der Werdenfelser Kaserne – bleibt erhalten. Jedoch wird zum 30. Juni 2004 das Kraftfahrausbildungszentrum Murnau aufgelöst.
Das Gebirgsstabs- und Fernmeldelehrbataillon 8 wechselt zum 1. Oktober 2005 von der Teilstreitkraft Heer zum Organisationsbereich Streitkräftebasis und wird in Führungsunterstützungsbataillon 293 umbenannt.
Gemäß dem Stationierungskonzept 2011 wurde die 5./Feldjägerbataillon 451 zum 1. Mai 2014 aufgelöst.
Im Jahr 2017 wechselt das Führungsunterstützungsbataillon 293 vom Organisationsbereich Streitkräftebasis zum neugeschaffenen Organisationsbereich Cyber- und Informationsraum und wird in Informationstechnikbataillon 293 umbenannt.
Die Werdenfelser Kaserne war im März 2017 Veranstaltungsort der GETEX 2017 (Gemeinsame Terrorismus-Abwehr Exercise), der Bundesverteidigungsministerin Ursula von der Leyen und der bayrische Innenminister Joachim Herrmann beiwohnten.